# Coppa Europa di sci alpino 1988
La Coppa Europa di sci alpino 1988 fu la 17ª edizione della manifestazione organizzata dalla Federazione Internazionale Sci.
In campo maschile l'austriaco Konrad Walk si aggiudicò sia la classifica generale, sia quella di slalom gigante; lo svizzero Xavier Gigandet vinse quella di discesa libera e gli austriaci Walter Gugele e Christian Orlainsky rispettivamente quella di supergigante e quella di slalom speciale. L'austriaco Helmut Mayer era il detentore uscente della Coppa generale.
In campo femminile la svizzera Petra Bernet si aggiudicò sia la classifica generale, sia quella di supergigante; l'austriaca Barbara Sadleder vinse quelle di discesa libera, la svizzera Sandra Burn quella di slalom gigante e la svedese Camilla Lundbäck quella di slalom speciale. La tedesco-olandese Christa Kinshofer era la detentrice uscente della Coppa generale.

## Uomini

### Classifiche

#### Generale
| Pos. | Nome                | Nazione        | Punti |
| ---- | ------------------- | -------------- | ----- |
| 1    | Konrad Walk         | Austria        | 120   |
| 2    | Tomaž Čižman        | Jugoslavia     | 119   |
| 3    | Walter Gugele       | Austria        | 107   |
| 4    | Josef Schick        | Germania Ovest | 106   |
| 5    | Roberto Spampatti   | Italia         | 103   |
| 6    | Urs Kälin           | Svizzera       | 97    |
| 6    | Christian Orlainsky | Austria        | 97    |
| 8    | Richard Kröll       | Austria        | 91    |
| 9    | Patrick Staub       | Svizzera       | 89    |
| 9    | Marco Tonazzi       | Italia         | 89    |

#### Discesa libera
| Pos. | Nome            | Nazione  | Punti |
| ---- | --------------- | -------- | ----- |
| 1    | Xavier Gigandet | Svizzera | 25    |
| 2    | Manuel Coppola  | Italia   | 15    |
| 3    | Philipp Schuler | Svizzera | 12    |
| 4    | Franck Pons     | Francia  | 11    |
| 5    | Hervé Baud      | Francia  | 10    |

#### Supergigante
| Pos. | Nome           | Nazione        | Punti |
| ---- | -------------- | -------------- | ----- |
| 1    | Walter Gugele  | Austria        | 45    |
| 2    | Hans Enn       | Austria        | 25    |
| 3    | Richard Kröll  | Austria        | 20    |
| 4    | Tomaž Čižman   | Jugoslavia     | 15    |
| 5    | Urs Kälin      | Svizzera       | 12    |
| 5    | Josef Schick   | Germania Ovest | 12    |
| 5    | Armand Schiele | Francia        | 12    |

#### Slalom gigante
| Pos. | Nome              | Nazione        | Punti |
| ---- | ----------------- | -------------- | ----- |
| 1    | Konrad Walk       | Austria        | 168   |
| 2    | Tomaž Čižman      | Jugoslavia     | 104   |
| 3    | Roberto Spampatti | Italia         | 85    |
| 4    | Josef Schick      | Germania Ovest | 78    |
| 5    | Urs Kälin         | Svizzera       | 65    |

#### Slalom speciale
| Pos. | Nome                | Nazione  | Punti |
| ---- | ------------------- | -------- | ----- |
| 1    | Christian Orlainsky | Austria  | 94    |
| 2    | Michael Tritscher   | Austria  | 77    |
| 3    | Patrick Staub       | Svizzera | 63    |
| 4    | Alain Untergassmair | Italia   | 62    |
| 5    | Marco Tonazzi       | Italia   | 53    |

## Donne

### Classifiche

#### Generale
| Pos. | Nome                | Nazione        | Punti |
| ---- | ------------------- | -------------- | ----- |
| 1    | Petra Bernet        | Svizzera       | 142   |
| 2    | Sandra Burn         | Svizzera       | 128   |
| 3    | Camilla Lundbäck    | Svezia         | 105   |
| 4    | Elfi Eder           | Austria        | 90    |
| 5    | Anette Gersch       | Germania Ovest | 85    |
| 6    | Barbara Sadleder    | Austria        | 83    |
| 6    | Tanja Steinebrunner | Svizzera       | 83    |
| 8    | Inger Köhler        | Svezia         | 82    |
| 9    | Florence Masnada    | Francia        | 80    |
| 9    | Miriam Vogt         | Germania Ovest | 80    |

#### Discesa libera
| Pos. | Nome                | Nazione  | Punti |
| ---- | ------------------- | -------- | ----- |
| 1    | Barbara Sadleder    | Austria  | 83    |
| 2    | Tanja Steinebrunner | Svizzera | 71    |
| 3    | Astrid Geisler      | Austria  | 54    |
| 4    | Cathy Chedal        | Francia  | 32    |
| 4    | Ingrid Stöckl       | Austria  | 32    |

#### Supergigante
| Pos. | Nome               | Nazione        | Punti |
| ---- | ------------------ | -------------- | ----- |
| 1    | Petra Bernet       | Svizzera       | 56    |
| 2    | Carola Spatschil   | Germania Ovest | 55    |
| 3    | Cathy Chedal       | Francia        | 33    |
| 4    | Kerrin Lee-Gartner | Canada         | 25    |
| 4    | Miriam Vogt        | Germania Ovest | 25    |

#### Slalom gigante
| Pos. | Nome           | Nazione        | Punti |
| ---- | -------------- | -------------- | ----- |
| 1    | Sandra Burn    | Svizzera       | 131   |
| 2    | Petra Bernet   | Svizzera       | 103   |
| 3    | Jolanda Kindle | Liechtenstein  | 58    |
| 4    | Anette Gersch  | Germania Ovest | 50    |
| 5    | Kristi Terzian | Stati Uniti    | 49    |

#### Slalom speciale
| Pos. | Nome             | Nazione | Punti |
| ---- | ---------------- | ------- | ----- |
| 1    | Camilla Lundbäck | Svezia  | 138   |
| 2    | Elfi Eder        | Austria | 64    |
| 3    | Inger Köhler     | Svezia  | 63    |
| 4    | Claudia Strobl   | Austria | 55    |
| 4    | Pernilla Wiberg  | Svezia  | 55    |